# Microsoft Loop
Microsoft Loop é um espaço de trabalho colaborativo online que oferece uma variedade de recursos para ajudar os usuários a reunir, organizar e criar notas, ideias e projetos. Ele vem com modelos para reuniões, planejamento de projetos e tarefas pessoais, e oferece integração com outras ferramentas e serviços da Microsoft e de terceiros.  Loop foi anunciado oficialmente em 2 de novembro de 2021 como adição a família de produtos de software de produtividade Microsoft 365.  O Microsoft Loop se baseia e amplia o projeto "Fluid Framework", apresentado pela Microsoft em 2019, cujo objetivo era proporcionar uma rede de documentos compartilhados em tempo real integrados à aplicativos da Microsoft, como Microsoft Teams e OneNote.